# Люсиновская улица
Люси́новская улица — улица на юге района Замоскворечье и Даниловского района в Москве, протяжённостью 1,8 км от Серпуховской площади до площади Серпуховской Заставы. Имеет 4 полосы движения, от Садового кольца до улицы Лестева организовано одностороннее движение из центра в область.

## Название
Историческое наименование — Малая Серпуховская улица. Текущее название дано в 1922 году в честь Люсик Лисиновой — студентки Московского коммерческого института, организатора Союза рабочей молодежи в Замоскворечье, бойца Красной гвардии, погибшей в ходе вооружённого восстания в Москве в октябре 1917 года.

## История
Улица появилась в XVII—XVIII веках на одной из московских дорог в Серпухов, поэтому первое название было — Малая Серпуховская улица (до 7 июня 1922 года). С середины XVIII века на улице был мытный двор. В XIX — начале XX века улица застраивалась небольшими каменными и деревянными домами. Во второй половине XIX века в районе улицы основана фабрика фирмы «Брокар и Ко» (ныне парфюмерная фабрика «Новая заря»). В середине 1930-х годов построен Московско-Москворецкий универмаг (ныне — Даниловский универмаг). В 1951 году в её состав включена Земляная улица, получившая своё название в связи с тем, что была незамощенной. В 1950—1970-х годах улица застроена многоэтажными жилыми домами и административными зданиями.

## Примечательные здания и сооружения

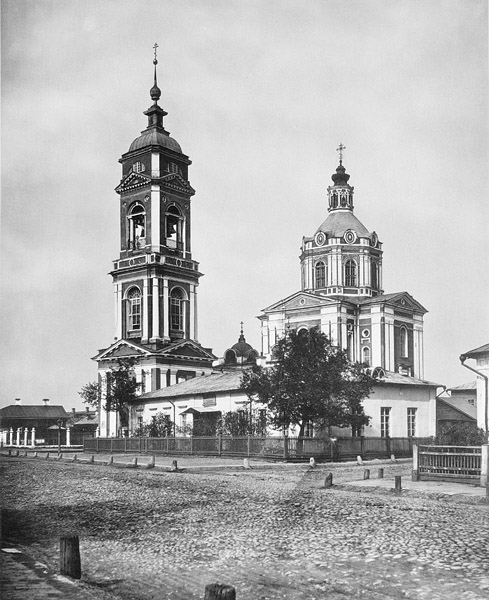
Храм Вознесения Господня за Серпуховскими воротами, фотография из альбома Н. А. Найдёнова, 1882.

- Памятник Алишеру Навои (установлен в сентябре 2002 года, скульптор Р. Миртоджиев, архитектор А. В. Кузьмин).
- Всероссийский научно-исследовательский институт молочной промышленности.

### По нечётной стороне
- № 21 (№ 24 по Большой Серпуховской улице) — Храм Вознесения Господня за Серпуховскими воротами (XVIII век). Участок под строительство церкви за Серпуховскими воротами Земляного города был выделен Даниловым монастырём в 1696 году. Каменная церковь строилась с 1709 года на средства царевича Алексея Петровича, после его казни в 1718 году строительство приостановилось, церковь была окончена и освящена лишь в июле 1762 года. В 1830—1840-х годах храм подвергся значительным перестройкам. В 1929 году был закрыт, в 1930 году были разрушены ограда, колокольня и богадельня, в самом здании разместились разные учреждения. Богослужения возобновились в 1990 году.
- № 27 стр. 1,  памятник архитектуры (вновь выявленный объект)[3] — главный дом городской усадьбы купцов Сушкиных — А. Б. Кеворкова (XVIII—XIX века). В 1830-е годы им владел купец Д. О. Сушкин, до конца XIX века — его наследники. В 1846 году хозяева сделали со двора пристройку с парадной лестницей. До 1889 года во внутреннем углу дома появился эркер зимнего сада, с выпуклыми, «дутыми» стеклами. До 1901 года дом перешел к Агабеку Багдасаровичу Кеворкову, члену-распорядителю торгового дома «Бр. Кеворковы С. Х. и А.», владевшего шерстопрядильной фабрикой в Курове. В 1920-е годы дом был заселен семьями красных командиров, самым известным из которых был комкор Владимир Михайлович Гиттис (1881—1938, расстрелян), отразивший наступление Юденича на Петроград.[4] Много лет стоит пустым, завешен фальшфасадом, неоднократно горел[5]. Периодически окна и двери забивают от несанкционированного проникновения. В опасности находятся сохранившиеся оригинальные интерьеры.[4] В 2006 году правительство Москвы заключило контракт на его реконструкцию под административно-офисное здание. Инвестором выступал город Москва, соинвестором — АО «Центр-Инвест». Работы не были начаты, охранное обязательство не оформлено, проект не представлен.[4] Дом фигурировал в так называемом «Ресинском списке» зданий, рекомендованных к ликвидации «в целях обеспечения антитеррористической безопасности»[6], обсуждались планы по его сносу. В январе 2015 года Градостроительно-земельная комиссия (ГЗК) приняла решение о передаче объекта в уставной капитал АО «Мосинжпроект» для дальнейшей передачи ОАО «Центр-Инвест». В мае того же года ГЗК «согласилась с оформлением ГПЗУ» для реставрации здания[7].[4] В марте 2018 года на общественное обсуждение вынесен Акт государственной историко-культурной экспертизы проектной документации на проведение работ по сохранению выявленного ОКН[8].
- № 51 — Министерство просвещения Российской Федерации и ФГАНУ «Федеральный институт цифровой трансформации в сфере образования».
- № 53 — жилой дом, в котором жил писатель Лев Разгон[9].

### По чётной стороне
- № 8 — городская усадьба П. П. Игнатьевой, позже Н. А. Белкина (начало XIX века — XX век), мемориальная доска А. Векслеру[10].
- № 60 — жилой дом, в котором жил военачальник, Герой Советского Союза П. М. Стефановский[11].
- № 70, стр. 1 — Даниловский универмаг (бывш. Универмаг Мосторг (Москворецкий), затем Москворецкий универмаг) (1929—1934, архитектор В. К. Олтаржевский, инженер А. К. Болдырев)[12][13].

## Транспорт
- Автобусы: м9 (до МЦК ЗИЛ), e85 (до МКАД), м86 (до м. Красногвардейская), м90 (до м. Беляево), с932 (до 3-го Павелецкого проезда), н8 (до Остафьевской ул.), н16 (до проезда Карамзина).

Все автобусы, ходящие по улице, едут по направлению в сторону ЮАО. Остановки:
- «Станция метро „Добрынинская“» (автобусы: м9, e85, м86, м90, с932, н8, н16);
- «Станция метро „Серпуховская“» (автобусы: м9, м86, м90, с932, н8, н16);
- «3-й Люсиновский переулок» (автобусы: м9, м86, м90, с932, н8, н16);
- «Улица Павла Андреева» (автобусы: м9, м86, м90, с932, н8, н16);
- «Детская поликлиника» (автобусы: м9, м86, м90, с932, н8, н16);
- «Даниловская площадь» (автобусы: 121, 965, е85, м9, м86, м90, с799, с910, с932, н8, н16);
- «Даниловский рынок» (автобусы: 121, 965, e85, м9, м86, м90, м95, с799, с910, с932, н8, н16).

## Галерея

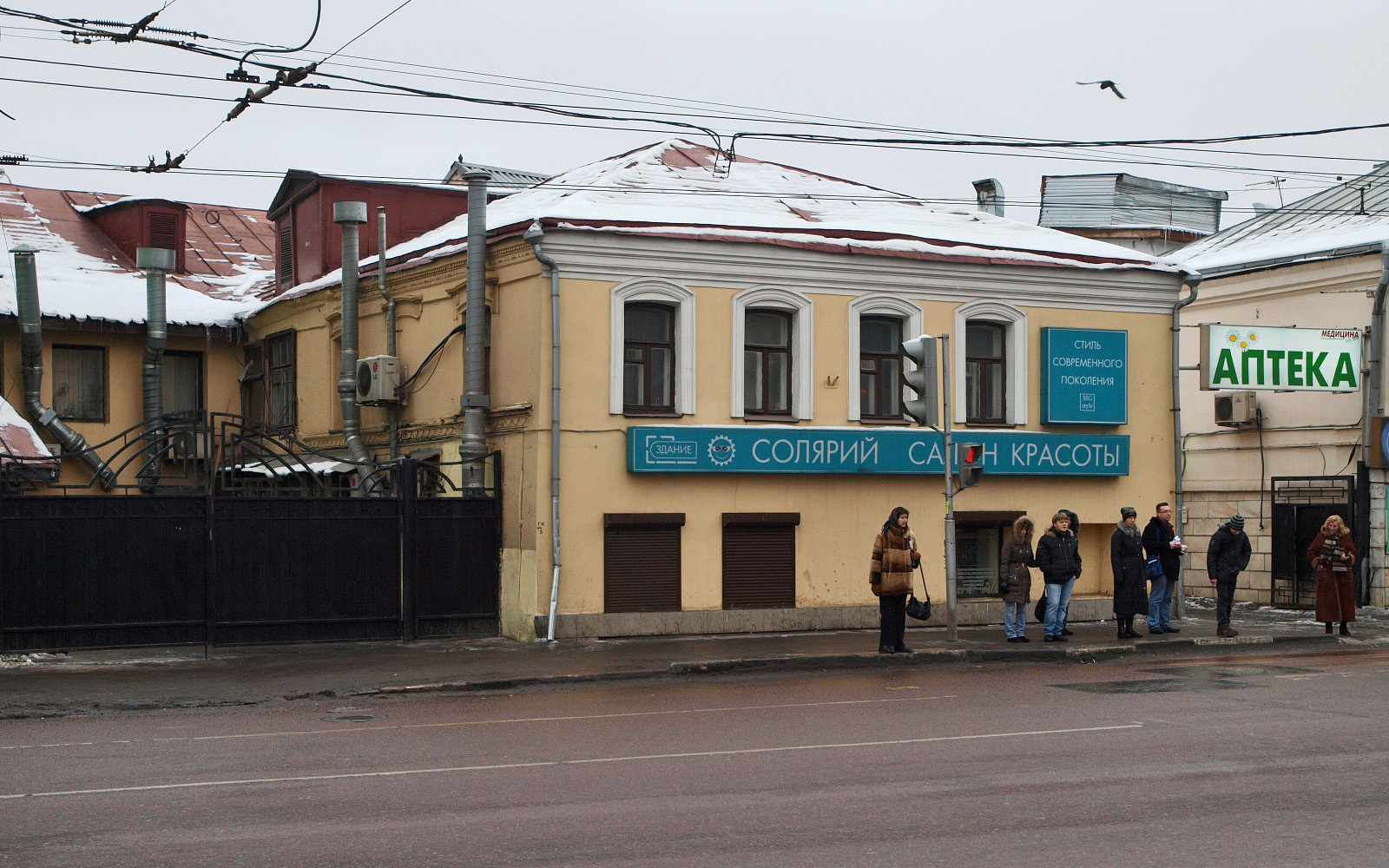
№ 5
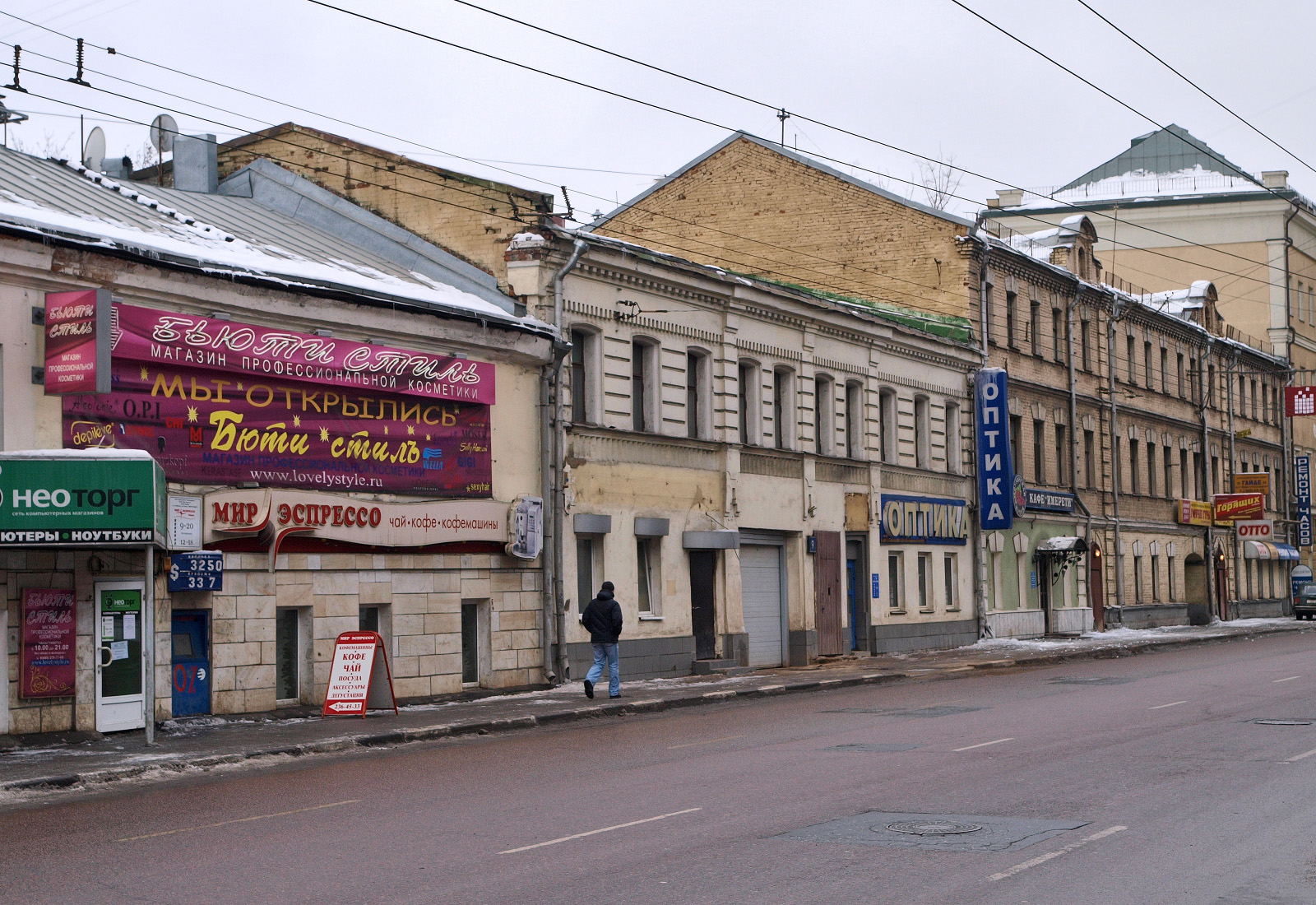
№ 7, 9 и 11
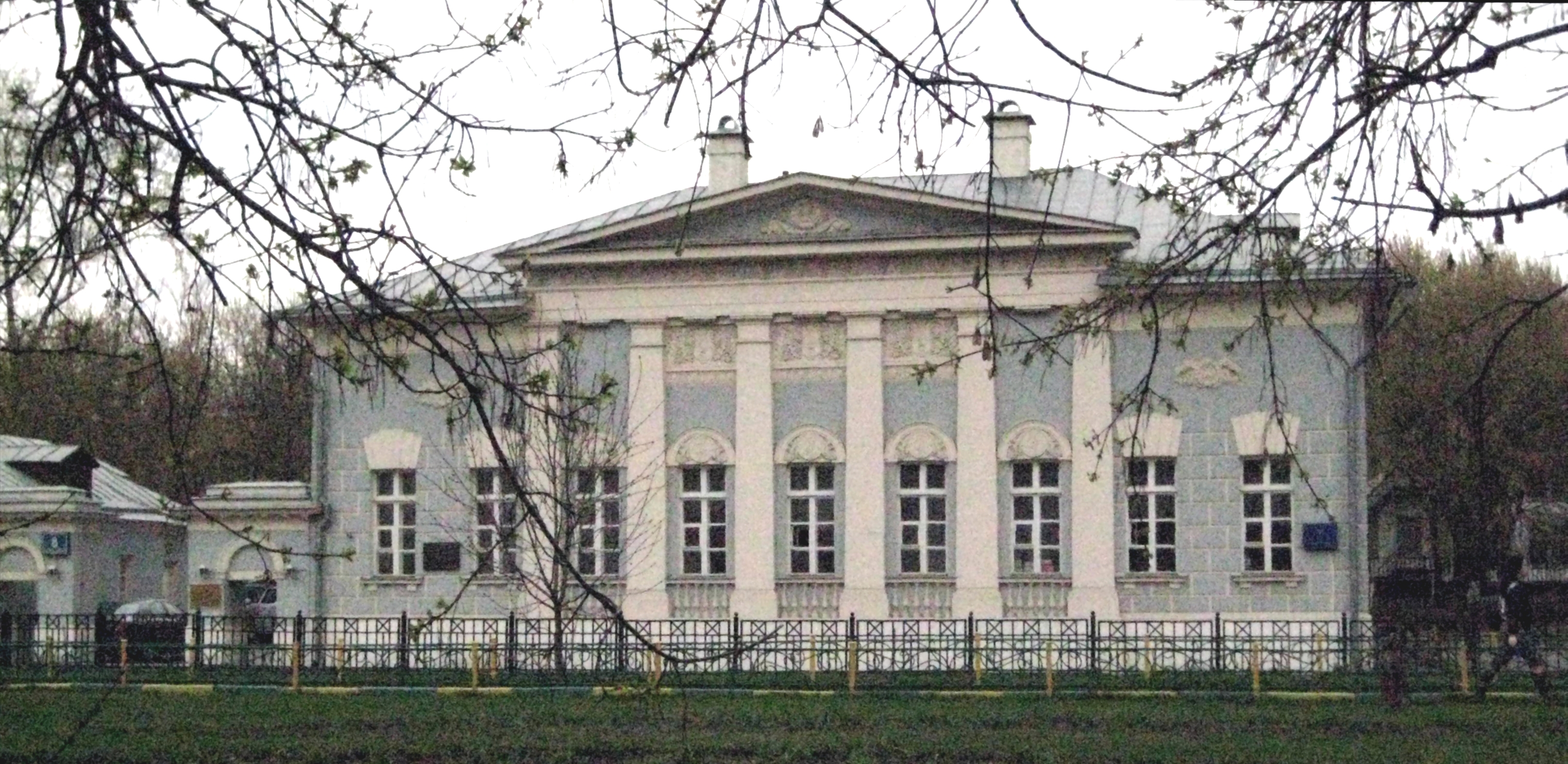
№ 8, городская усадьба П. П. Игнатьевой — Н. А. Белкина (XIX век)
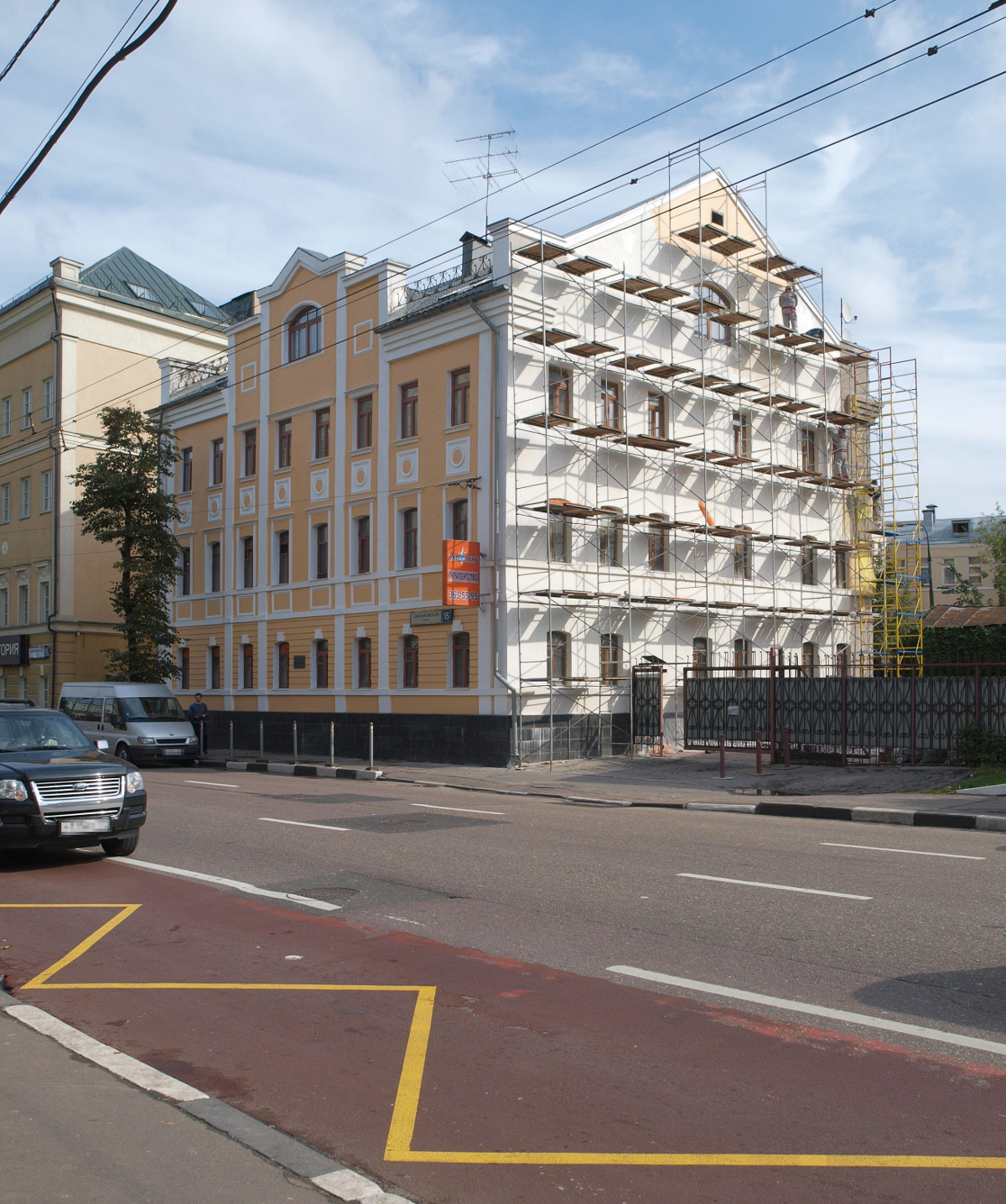
№ 15
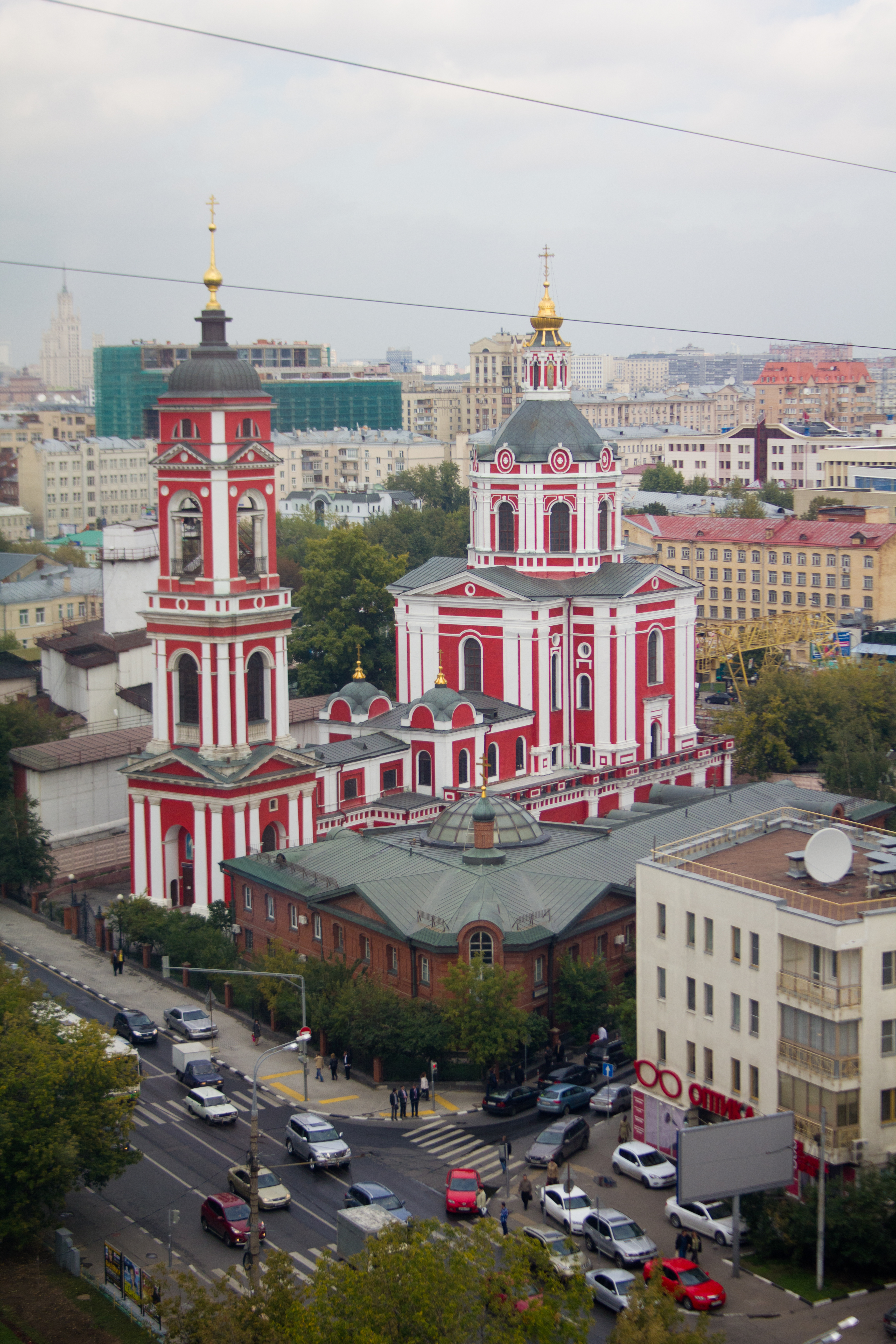
№ 21/24, Храм Вознесения Господня за Серпуховскими воротами (XVIII век).
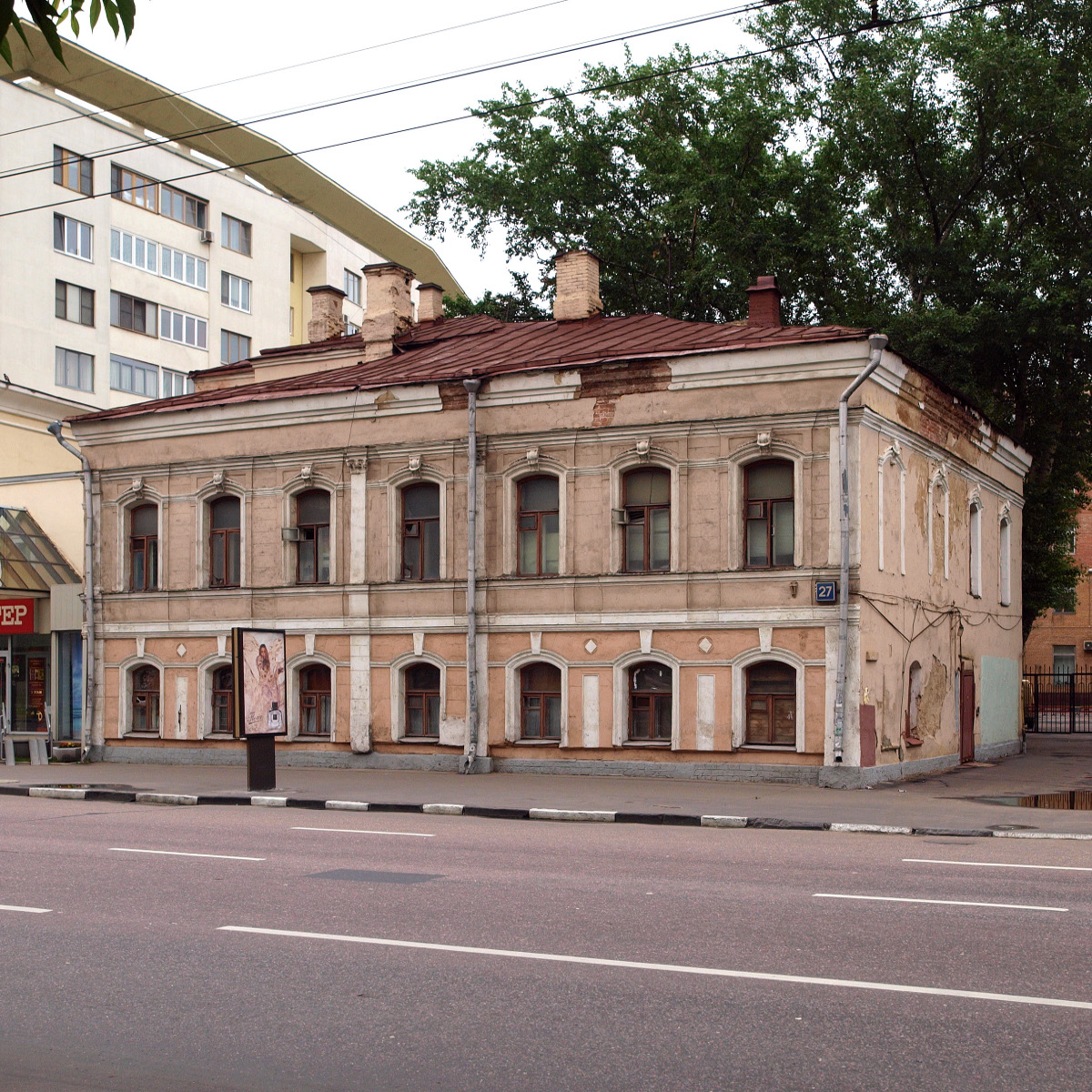
№ 27, городская усадьба купцов Сушкиных — А. Б. Кеворкова (XVIII—XIX века)
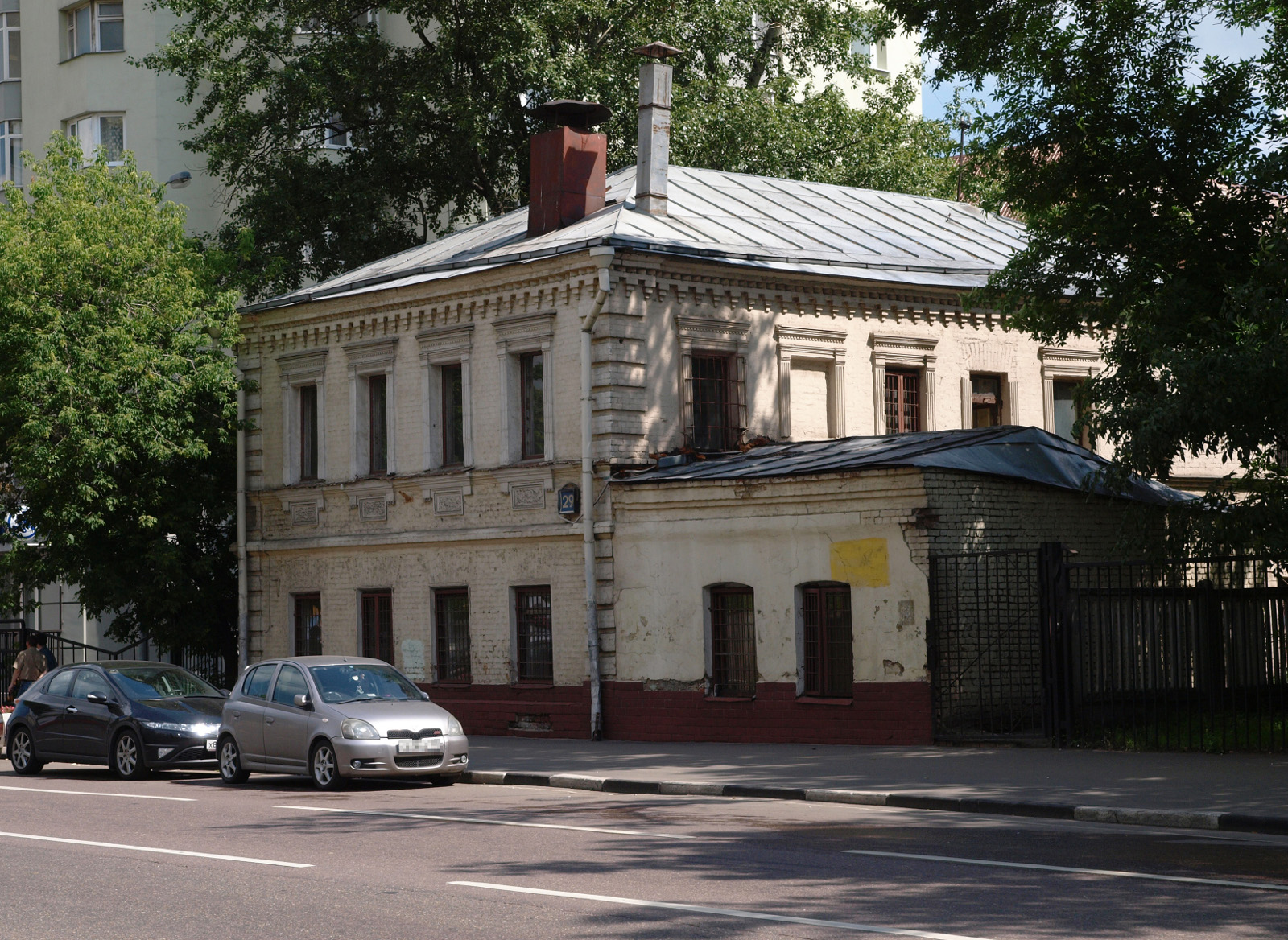
№ 29
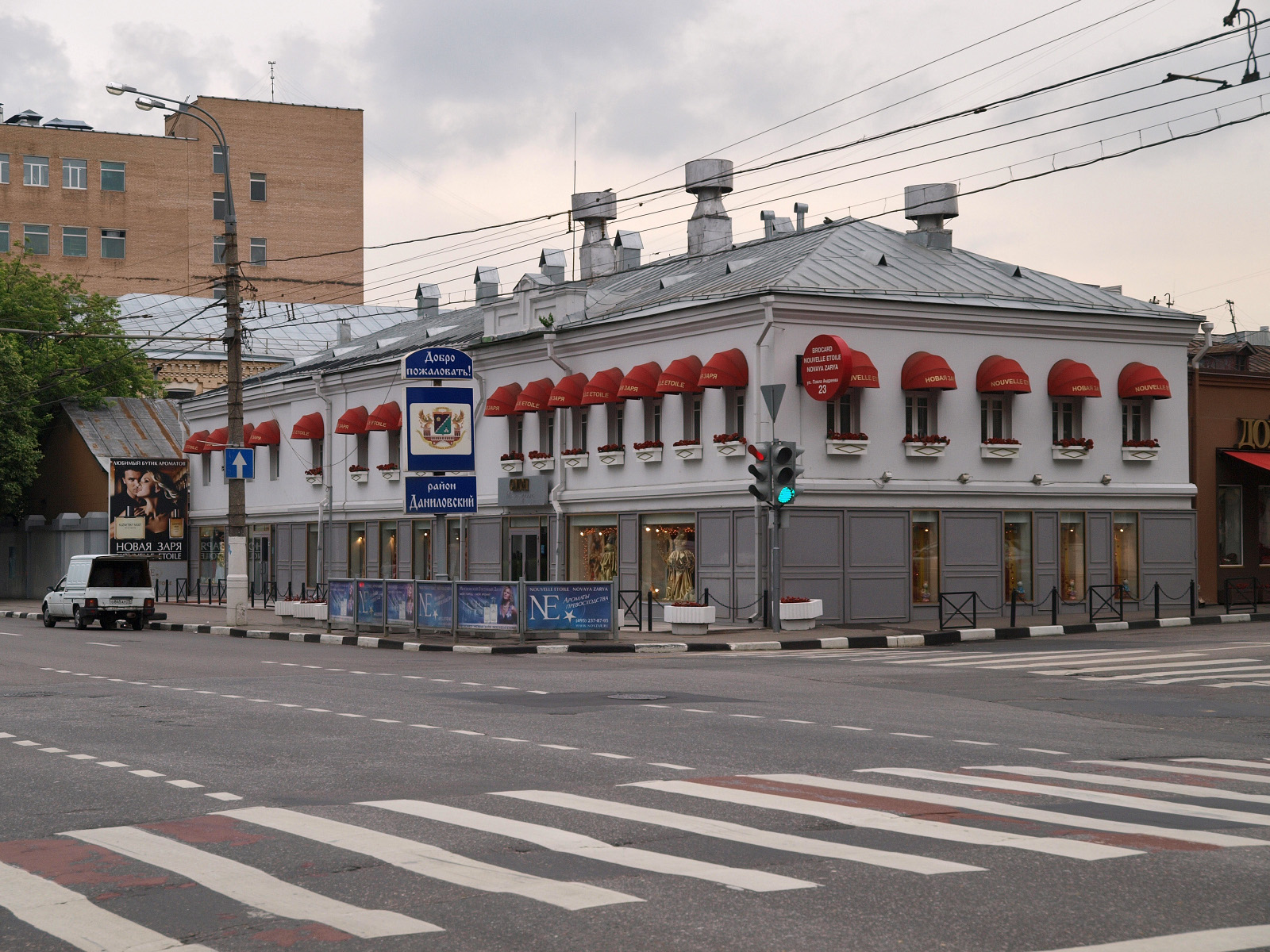
№ 52, угол с улицей Павла Андреева
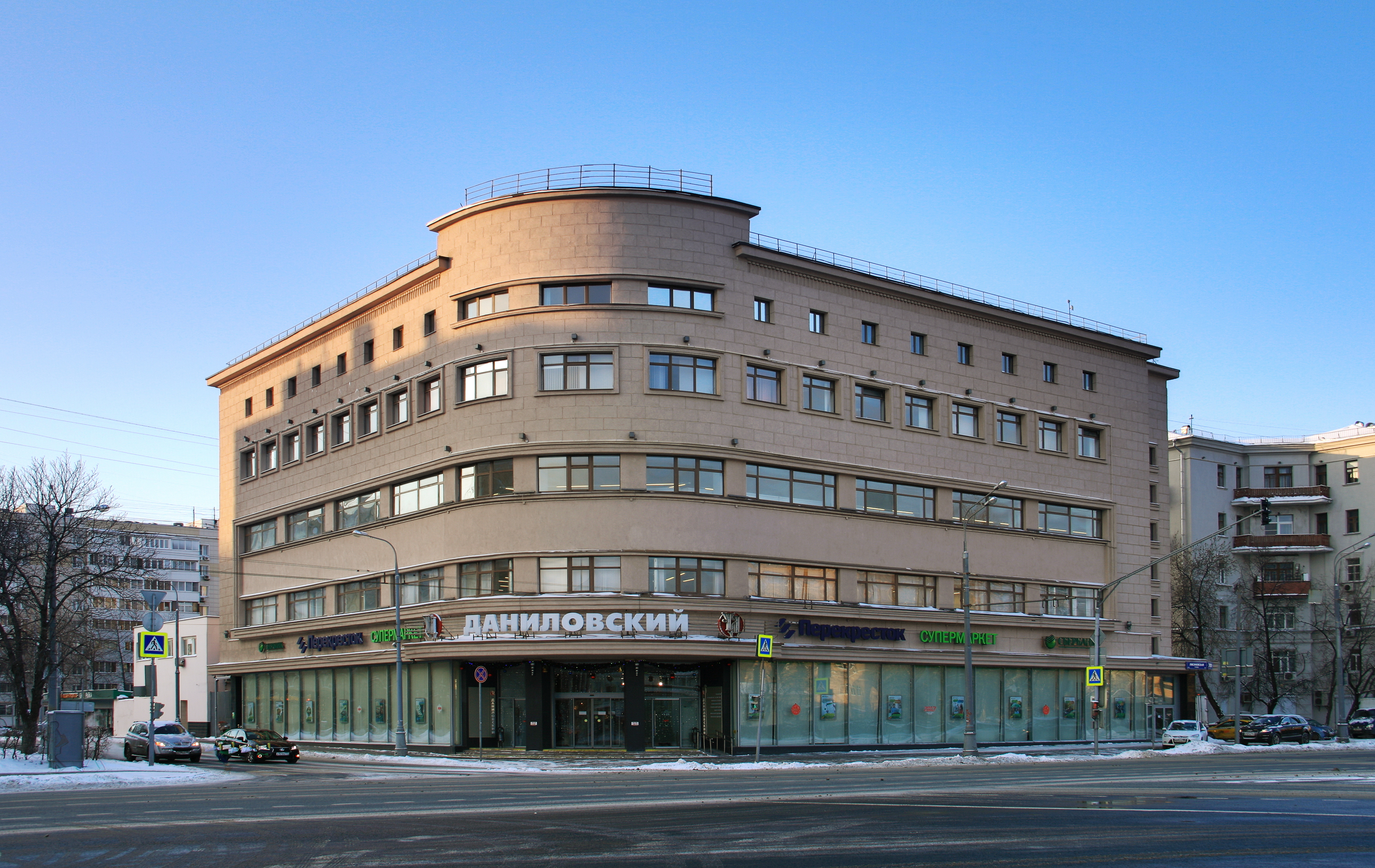
№ 70, Даниловский универмаг (1934, архитектор В. К. Олтаржевский)